# Ardea (Italia)
Ardea es una antigua ciudad y comune en la provincia de Roma, a 35 km al sur de Roma y a 4 km de la actual costa mediterránea.
La economía se basa mayormente en la agricultura, sin embargo a partir de 1970 la industria comenzó a jugar un rol más importante.

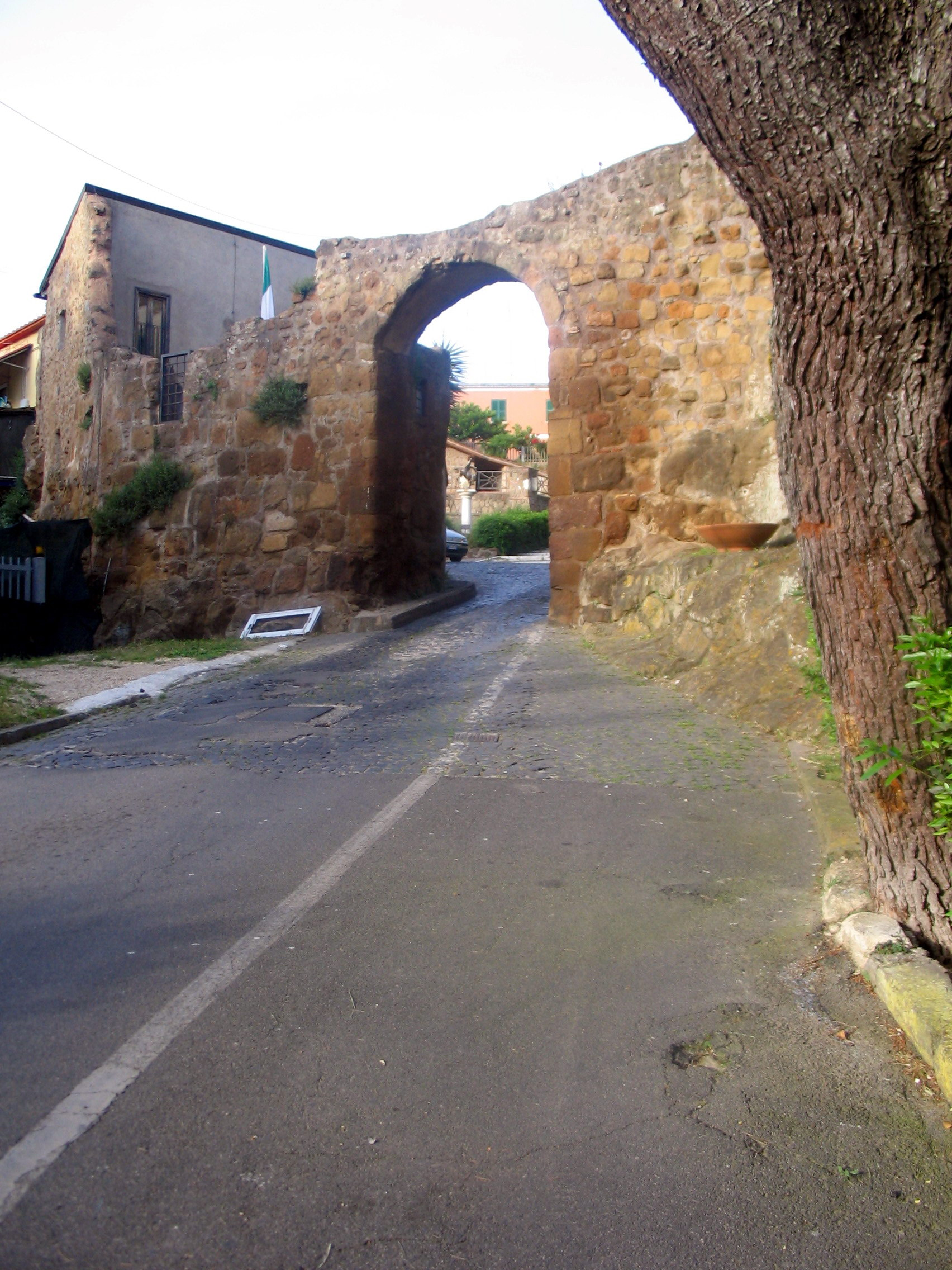
Arco en Andrea.

## Historia
En la Antigüedad, Ardea estaba conectada con la Via Ardeatina, una de las calzadas romanas. El nombre de la ciudad se debe a esa calzada. El escritor Columela poseía también una granja allí.
Ardea fue la capital de la tribu legendaria de los rútulos, nombrados por Virgilio en la Eneida, en la que presenta como rey de ese pueblo al personaje Turno. La ciudad fue capturada por Lucio Tarquinio el Soberbio, último rey de ascendencia etrusca de Roma. 
En el año 509 a. C. se la menciona como una aliada de Roma. En el año 443 a. C., los volscos asediaron Ardea, pero fueron repelidos por tropas romanas bajo las órdenes de Geganius.
Durante la segunda guerra púnica, Ardea fue una de las pocas ciudades que rehusaron ayudar militarmente a Roma. Por eso, tras la victoria romana, la ciudad fue privada de su autonomía. En los siglos III y II a. C. la ciudad se enfrentó a la decadencia, hasta que en la Edad Imperial, comenzó a poblarse lentamente.

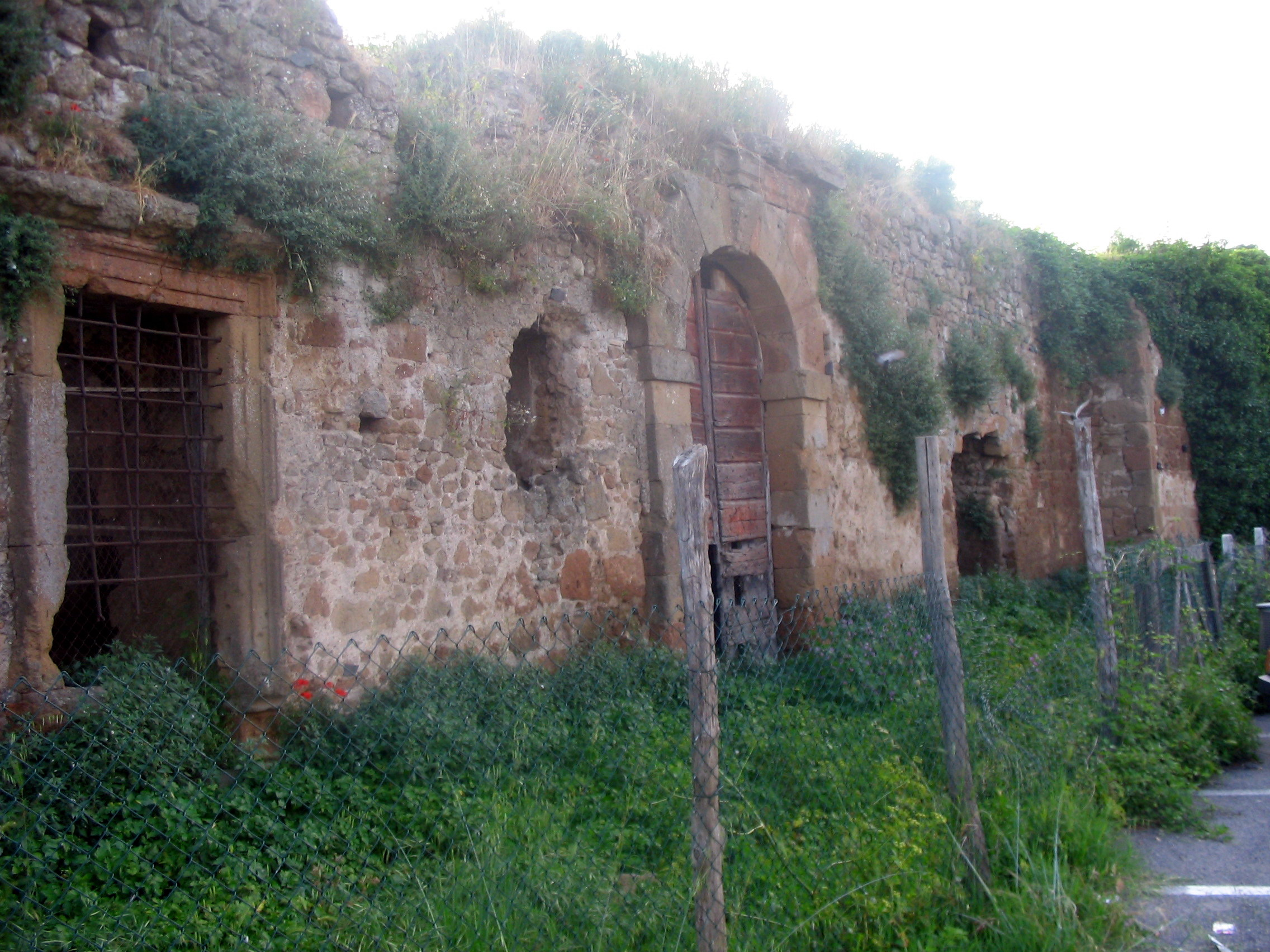
Antiguas murallas.

El crecimiento volvió a partir del siglo IX. 
En 1118, el Papa Gelasio II se asiló en el castillo de Ardea, lo que posteriormente harían varios barones feudales en ese castillo. Luego, en 1419, el Papa Martín V asignó el castillo a sus familiares, la Familia Colonna, quienes lo vendieron en 1564 a los Cesarini.
En 1816 Ardea se convirtió en una frazione de la ciudad Genzano. A partir de 1932, el área aledaña fue drenada, y Ardea comenzó a florecer nuevamente, y logró convertirse en un municipio independiente en 1970.

## Lugares principales
Los vestigios de la antigua ciudad incluyen las viejas murallas defensivas, las cuales datan del siglo VII a. C., y las respectivas mejoras a las paredes en el siglo IV a. C. Las excavaciones arqueológicas han escubierto cuatro templos, de dedicación desconocida. Parte del pavimento de una basílica (c. 100 a. C.) también fue encontrada en la zona del antiguo Foro.
Otros lugares incluyen:

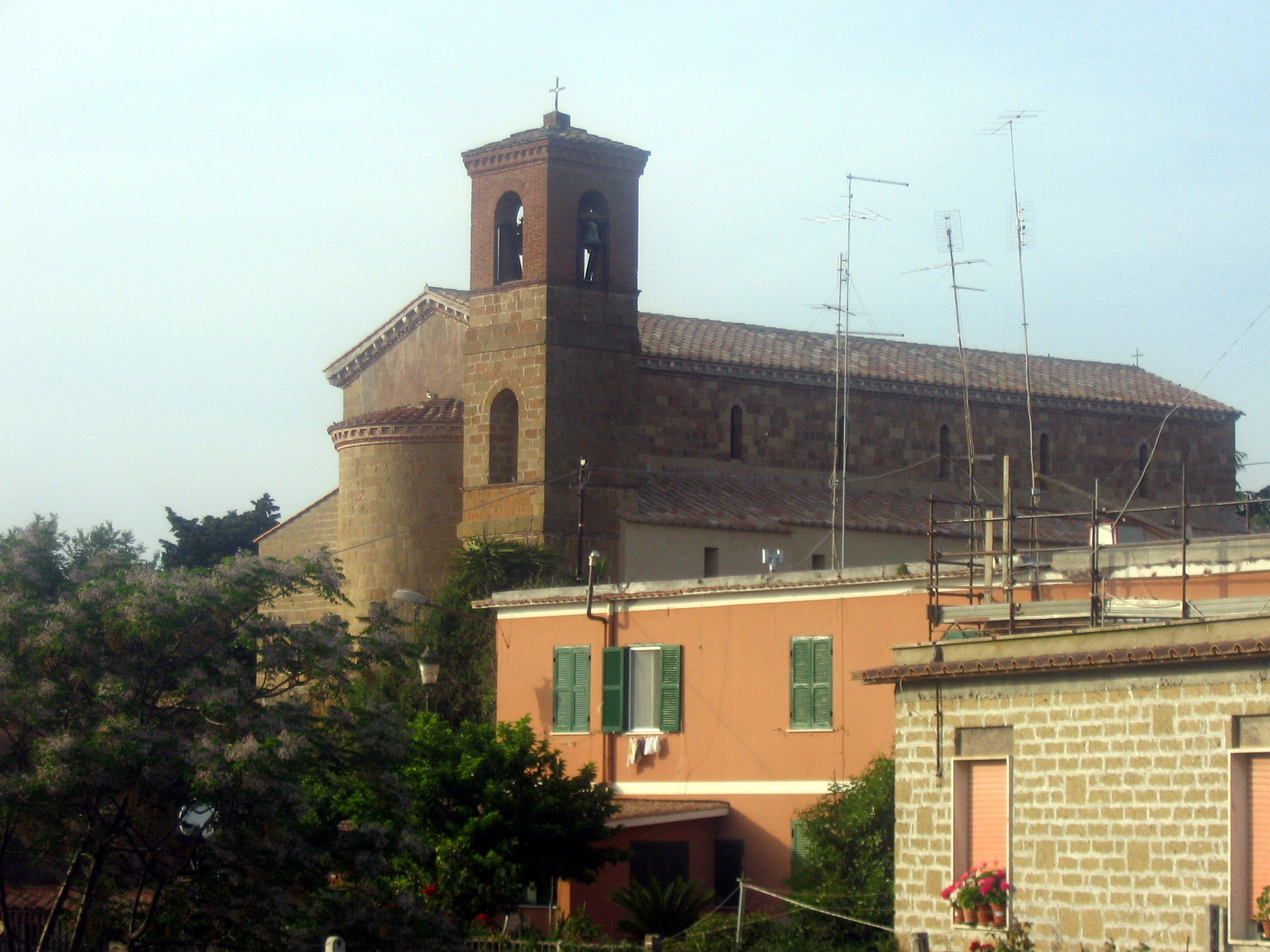
La Iglesia de San Pedro.

- La Iglesia de Santa Marina, erguida en 1191 por Cencio Savelli, quien posteriormente sería el Papa Honorio III. El interior, de una sola nave, estaba originalmente repleto de frescos.
- La Iglesia romanesca de San Pedro Apóstol (siglo XII), la cual fue patrimonio de los monjes de San Paolo Fuori le Mura de Roma. Posee una torre de vigilancia que fue utilizada para avistar los ataques sarracenos, ahora convertida en un campanario. Tiene frescos del siglo XV y un crucifijo de madera del siglo XVI.
- El Giardini della Landriana, diseñado por Russell Page.
- El Museo Giancomo Manzù, el cual posee 400 trabajos del artista.
- Tor San Lorenzo, una torre en la frazione costera del mismo nombre. Fue reconstruida en 1570, basada en un diseño de Miguel Ángel, en la zona de la iglesia Paleo-Christiana devota a San Lorenzo.

## Evolución demográfica
| Gráfica de evolución demográfica de Ardea entre 1861 y 2001 |
|                                                             |
| Fuente ISTAT - elaboración gráfica de Wikipedia             |